# 奧伯龍峰
71°24′S 69°32′W / 71.400°S 69.533°W
奧伯龍峰（英語：Oberon Peak）是南極洲的山峰，位於亞歷山大一世島中部，處於泰坦尼亞西北面15公里，海拔高度約1,250米，以天衛四命名，該山峰現時由南極條約體系管理。